# Ginástica artística nos Jogos Olímpicos de Verão de 2024 - Equipes masculinas
A competição por equipes masculinas da ginástica artística nos Jogos Olímpicos de Verão de 2024 foi realizada na Bercy Arena em Paris, França, em 27 e 29 de julho de 2024. Um total de 60 ginastas de 12 Comitês Olímpicos Nacionais (CON) participaram do evento.

## Qualificação
Para chegar às Olimpíadas, um CON tinha que ganhar uma das 12 vagas de cota de equipe. Essas foram alocadas por meio do Campeonato Mundial de Ginástica Artística de 2022 (três melhores equipes) e do Campeonato Mundial de Ginástica Artística de 2023 (nove melhores equipes, excluindo as qualificadas em 2022). Essas 12 equipes competiram na fase de qualificação em Paris em 27 de julho, com as oito melhores avançando para a final.
As seguintes equipes se classificaram para as Olimpíadas ao alcançarem as três primeiras colocações no Campeonato Mundial de Ginástica Artística de 2022:
- CHN China
- JPN Japão
- GBR Grã-Bretanha

As seguintes equipes se classificaram para o evento ao alcançarem uma colocação entre as nove melhores entre as equipes não classificadas no Campeonato Mundial de Ginástica Artística de 2023:
- USA Estados Unidos
- CAN Canadá
- GER Alemanha
- ITA Itália
- SUI Suíça
- ESP Espanha
- TUR Turquia
- NED Países Baixos
- UKR Ucrânia

## Calendário
Horário local (UTC+2)
| Data        | Horário | Fase           | Fase         |
| ----------- | ------- | -------------- | ------------ |
| 27 de julho | 11:00   | Qualificatória | Subdivisão 1 |
| 27 de julho | 15:30   | Qualificatória | Subdivisão 2 |
| 27 de julho | 20:00   | Qualificatória | Subdivisão 3 |
| 29 de julho | 17:30   | Final          | Final        |

## Medalhistas
|  | JPN Japão                                                                 |  | CHN China                                                |  | USA Estados Unidos                                                |
|  | Daiki Hashimoto Kazuma Kaya Shinnosuke Oka Takaaki Sugino Wataru Tanigawa |  | Liu Yang Su Weide Xiao Ruoteng Zhang Boheng Zou Jingyuan |  | Asher Hong Paul Juda Brody Malone Stephen Nedoroscik Fred Richard |

## Resultados

### Qualificatória
As oito melhores equipes na qualificatória, com base nas pontuações combinadas de cada aparelho, avançaram para a final. Na final, cada equipe selecionou três ginastas para competir em cada aparelho. Todas as pontuações em cada aparelho foram somadas para dar uma pontuação final da equipe. As pontuações na qualificatória não foram transferidas para a final.
| Pos. | Equipe             |        |        |        |        |        |        | Total   |
| ---- | ------------------ | ------ | ------ | ------ | ------ | ------ | ------ | ------- |
| 1    | CHN China          | 41.432 | 43.199 | 45.199 | 43.499 | 46.333 | 43.366 | 263.028 |
| 2    | JPN Japão          | 42.166 | 43.965 | 42.532 | 43.466 | 45.233 | 43.232 | 260.594 |
| 3    | GBR Grã-Bretanha   | 43.665 | 43.432 | 41.300 | 44.299 | 43.099 | 40.766 | 256.561 |
| 4    | UKR Ucrânia        | 41.432 | 42.532 | 40.832 | 44.632 | 45.032 | 39.433 | 253.893 |
| 5    | USA Estados Unidos | 41.899 | 42.433 | 42.366 | 43.166 | 43.266 | 40.099 | 253.229 |
| 6    | ITA Itália         | 41.933 | 40.799 | 40.400 | 43.533 | 42.300 | 40.799 | 249.764 |
| 7    | SUI Suíça          | 41.566 | 41.732 | 39.532 | 43.099 | 43.600 | 40.133 | 249.662 |
| 8    | CAN Canadá         | 41.466 | 38.999 | 41.699 | 42.365 | 42.699 | 40.566 | 247.794 |

### Final
As equipes com as melhores pontuações após competirem nos seis aparelhos conquistam as medalhas.
| Pos.              | Equipe                  |            |            |            |            |            |            | Total   |
| ----------------- | ----------------------- | ---------- | ---------- | ---------- | ---------- | ---------- | ---------- | ------- |
| Medalha de ouro   | JPN Japão               | 43.266 (2) | 42.332 (5) | 42.633 (3) | 43.433 (3) | 44.365 (3) | 43.565 (1) | 259.594 |
| Medalha de ouro   | JPN Daiki Hashimoto     | 14.633     | 13.100     |            | 14.900     |            | 14.566     | 259.594 |
| Medalha de ouro   | JPN Kazuma Kaya         | 14.000     | 14.366     | 14.000     |            | 14.733     |            | 259.594 |
| Medalha de ouro   | JPN Shinnosuke Oka      | 14.633     |            | 14.133     |            | 14.866     | 14.433     | 259.594 |
| Medalha de ouro   | JPN Takaaki Sugino      |            | 14.866     |            | 14.700     |            | 14.566     | 259.594 |
| Medalha de ouro   | JPN Wataru Tanigawa     |            |            | 14.500     | 13.833     | 14.766     |            | 259.594 |
| Medalha de prata  | CHN China               | 42.532 (4) | 43.466 (1) | 45.266 (1) | 42.099 (7) | 45.833 (1) | 39.766 (7) | 259.062 |
| Medalha de prata  | CHN Liu Yang            |            |            | 15.500     |            |            |            | 259.062 |
| Medalha de prata  | CHN Su Weide            | 14.333     |            |            | 12.766     |            | 11.600     | 259.062 |
| Medalha de prata  | CHN Xiao Ruoteng        | 13.966     | 14.333     |            | 14.800     | 14.733     | 13.433     | 259.062 |
| Medalha de prata  | CHN Zhang Boheng        | 14.233     | 14.433     | 14.833     | 14.533     | 15.100     | 14.733     | 259.062 |
| Medalha de prata  | CHN Zou Jingyuan        |            | 14.800     | 14.933     |            | 16.000     |            | 259.062 |
| Medalha de bronze | USA Estados Unidos      | 42.799 (3) | 42.466 (4) | 42.732 (2) | 44.032 (2) | 43.399 (4) | 42.365 (2) | 257.793 |
| Medalha de bronze | USA Asher Hong          | 14.133     |            | 14.533     | 14.833     | 14.400     |            | 257.793 |
| Medalha de bronze | USA Paul Juda           | 14.200     | 13.900     |            | 14.666     |            | 13.366     | 257.793 |
| Medalha de bronze | USA Brody Malone        |            | 13.700     | 14.166     | 14.533     | 14.433     | 14.166     | 257.793 |
| Medalha de bronze | USA Stephen Nedoroscik  |            | 14.866     |            |            |            |            | 257.793 |
| Medalha de bronze | USA Fred Richard        | 14.466     |            | 14.033     |            | 14.566     | 14.833     | 257.793 |
| 4                 | GBR Grã-Bretanha        | 44.166 (1) | 43.332 (2) | 41.832 (4) | 43.265 (5) | 42.899 (6) | 40.033 (5) | 255.527 |
| 4                 | GBR Joe Fraser          |            | 13.933     | 13.766     |            | 14.633     | 13.633     | 255.527 |
| 4                 | GBR Harry Hepworth      | 14.700     |            | 14.800     | 14.966     |            |            | 255.527 |
| 4                 | GBR Jake Jarman         | 14.966     | 14.133     |            | 15.266     | 14.366     | 13.400     | 255.527 |
| 4                 | GBR Luke Whitehouse     | 14.500     |            | 13.266     | 13.033     |            |            | 255.527 |
| 4                 | GBR Max Whitlock        |            | 15.266     |            |            | 13.900     | 13.000     | 255.527 |
| 5                 | UKR Ucrânia             | 41.232 (7) | 42.866 (3) | 40.899 (5) | 44.466 (1) | 44.799 (2) | 40.499 (4) | 254.761 |
| 5                 | UKR Nazar Chepurnyi     | 13.366     |            |            | 14.900     |            |            | 254.761 |
| 5                 | UKR Illia Kovtun        | 14.100     | 14.000     | 13.233     |            | 15.433     | 14.033     | 254.761 |
| 5                 | UKR Igor Radivilov      |            |            | 14.000     | 14.766     |            |            | 254.761 |
| 5                 | UKR Radomyr Stelmakh    |            | 14.033     |            |            | 14.366     | 13.666     | 254.761 |
| 5                 | UKR Oleg Verniaiev      | 13.766     | 14.833     | 13.666     | 14.800     | 15.000     | 12.800     | 254.761 |
| 6                 | ITA Itália              | 41.899 (5) | 40.352 (7) | 40.832 (6) | 43.266 (4) | 42.099 (8) | 39.632 (8) | 248.260 |
| 6                 | ITA Yumin Abbadini      | 14.066     | 14.200     | 13.633     |            |            | 14.033     | 248.260 |
| 6                 | ITA Nicola Bartolini    | 14.133     |            |            | 14.500     | 13.700     |            | 248.260 |
| 6                 | ITA Lorenzo Minh Casali | 13.700     |            | 13.633     | 14.466     | 14.066     |            | 248.260 |
| 6                 | ITA Mario Macchiati     |            | 13.566     | 13.566     | 14.300     | 14.333     | 12.833     | 248.260 |
| 6                 | ITA Carlo Macchini      |            | 12.766     |            |            |            | 12.766     | 248.260 |
| 7                 | SUI Suíça               | 41.866 (6) | 40.799 (6) | 40.233 (7) | 41.632 (8) | 42.999 (5) | 39.898 (6) | 247.427 |
| 7                 | SUI Matteo Giubellini   |            | 13.166     | 13.300     |            | 14.366     | 13.466     | 247.427 |
| 7                 | SUI Luca Giubellini     | 14.000     | 14.000     |            | 13.433     |            |            | 247.427 |
| 7                 | SUI Florian Langenegger | 13.700     |            | 13.400     | 14.066     |            |            | 247.427 |
| 7                 | SUI Noe Seifert         | 14.166     | 13.633     | 13.533     |            | 14.400     | 12.866     | 247.427 |
| 7                 | SUI Taha Serhani        |            |            |            | 14.133     | 14.233     | 13.566     | 247.427 |
| 8                 | CAN Canadá              | 41.199 (8) | 37.965 (8) | 39.865 (8) | 43.166 (6) | 42.165 (7) | 41.066 (3) | 245.426 |
| 8                 | CAN Zachary Clay        |            | 14.133     |            |            |            |            | 245.426 |
| 8                 | CAN René Cournoyer      |            | 10.566     | 12.866     | 14.400     | 14.266     | 13.600     | 245.426 |
| 8                 | CAN Félix Dolci         | 13.866     |            | 13.633     | 14.300     | 13.566     | 13.966     | 245.426 |
| 8                 | CAN William Émard       | 13.833     |            | 13.366     | 14.466     |            |            | 245.426 |
| 8                 | CAN Samuel Zakutney     | 13.400     | 13.266     |            |            | 14.333     | 13.500     | 245.426 |